# IC 2197-1
IC 2197-1 — галактика типу S (спіральна галактика) у сузір'ї Близнята.
Цей об'єкт міститься в оригінальній редакції індексного каталогу.